# Ո
Das O (Ո und ո) ist der 24. Buchstabe des armenischen Alphabets. Der Buchstabe stellt den Laut [⁠o⁠] (im Anlaut [vo]) dar und wird im Deutschen mit dem Buchstaben O (im Anlaut Wo) transkribiert.
Es ist dem Zahlenwert 600 zugeordnet. 

## Zeichenkodierung
Das O ist in Unicode an den Codepunkten U+0548 (Großbuchstabe) bzw. U+0578 (Kleinbuchstabe) zu finden.